# Жан II (герцог Лотарингії)
Жан (Іоганн) II (фр. Jean II de Lorraine; нім. Johann II.; 2 серпня 1425 — 16 грудня 1470) — герцог Лотарингії у 1453—1470 роках. Відомий також як Жан Калабрійський.

## Життєпис
Походив з Анжуйської гілки династії Валуа. Старший син Рене I, герцога Анжу і Бар, графа Прованс і Мен, та Ізабелли Лотаринзької. Народився 1425 року в Нансі. У 1435 році після оголошення Рене королем Неаполя отримав титул герцога Калабрії.
У 1444 році отримав від свого батька титул графа де Понт-а-Муссон. Того ж року пошлюбив представницю роду Бурбон-Валуа. 1445 року мати призначила Жана генерал-губернатором і адміністратором Лотарингії. З 1449 року на чолі лотаринзького загону брав участь у Столітній війні на боці Франції. Брав участь в облогах Руану, Арфлера, Кана, Фалез і Шербурга.
У 1453 році після смерті матері стає герцогом Лотарингії, оскільки його батько відмовився від титулу герцога Лотаринзького. В тому ж році прибув на допомогу до Франческо Сфорца герцога Міланського, який воював з Венецією.
1456 року призначається губернатором (генерал-лейтенантом французького короля) Генуї. У 1458 році зумів зайняти це місто, розташувавши там залогу. Того ж року неаполітанські барони, незадоволені королем Фердинандом I, звернулися за допомогою до Рене Анжуйського і запропонували корону Жану II, герцогу Лотарингії. Останній знову оголошений спадкоємцем трону та намісником Неаполя.
Жан II прибув до Італії з невеликим загоном, але його підтримали могутніші барони королівства на чолі із Джованні Антоніо Орсіні, князем Таранто. Влітку 1460 він завдав поразки Фердинанду I поразки в битві біля Ноли. Проте незабаром на бік Фердинанда I перейшли князь Салерно й інші неаполітанські барони. У 1461 році залогу Жана II було вигнано з Генуї. У 1462 році герцог зазнав поразки в битві біля Трої. У 1464 році змушений був залишити Італію і повернутися до Лотарингії. У 1465 році решта його військ зазнала морської поразки в битві біля Іскії.
У 1465 році герцог Жан II долучився до Ліги Спільного блага, створеної Карлом де Шароле і спрямованої проти політики французького короля Людовіка XI.
В 1466 каталонці, які підняли повстання проти арагонського короля Хуана II, обрали новим королем Арагона і графом Барселони батька Жана II. Останній відправив до Каталонії військо на чолі зі своїм сином Жаном II. Той прийняв титул графа Барселонського. 1468 року повернувся до французького королівського двору, але вже 1469 році знову прибув до Барселони. Втім у грудні 1470 року Жан II раптово помер в Барселоні, можливо від отрути або від апоплексії. Новим герцогом Лотарингії став його син Ніколя.

## Родина
Дружина — Марія, донька герцога Карла I де Бурбона.
Діти:
- Ізабелла (1445)
- Рене (1446)
- Марія (1447)
- Жан (1447—1471)
- Ніколя (1448—1473), герцог Лотарингії

- 5 бастардів